# Xã Monroe, Quận Platte, Nebraska
Xã Monroe (tiếng Anh: Monroe Township) là một xã thuộc quận Platte, tiểu bang Nebraska, Hoa Kỳ. Năm 2010, dân số của xã này là 164 người.